# Claudio Panatta
Claudio Panatta (* 2. Februar 1960 in Rom) ist ein ehemaliger italienischer Tennisspieler.

## Leben
Panatta ist der jüngere Bruder des French-Open-Siegers von 1976, Adriano Panatta. Er war 1978 italienischer Juniorenmeister und zwischen 1980 und 1982 dreimal nationaler italienischer Tennismeister. 1982 stand er zudem in seinem ersten Einzelfinale auf der ATP Tour, in Kairo unterlag er Brad Drewett. In den folgenden Jahren waren seine besten Ergebnisse Viertelfinalteilnahmen, erst 1985 folgten wieder Turniererfolge. In diesem Jahr gewann er in Bari seinen ersten und einzigen Einzeltitel durch einen Finalsieg über Lawson Duncan sowie die Doppeltitel von Bari und Nizza. Insgesamt errang er im Laufe seiner Karriere sechs Doppeltitel, sechs weitere Male stand er in einem Doppelfinale. Seine höchste Notierung in der Tennisweltrangliste erreichte er 1984 mit Position 46 im Einzel sowie 1988 mit Position 45 im Doppel.
Seine besten Einzelresultate bei Grand-Slam-Turnieren waren zwei Drittrundenteilnahmen bei den French Open. Im Doppel erreichte er zweimal die zweite Runde der French Open sowie einmal die zweite Runde der US Open.
Panatta bestritt zwischen 1983 und 1987 13 Einzel- sowie 6 Doppelpartien für die italienische Davis-Cup-Mannschaft. Zweimal stand er mit der Mannschaft im Viertelfinale der Weltgruppe, beide Begegnungen gegen Australien 1984 und gegen Schweden 1986 gingen ohne eigenen Matchgewinn verloren; Panatta verlor je seine beiden Einzelbegegnungen sowie die Doppelpartie.

## Erfolge
| Legende                                 |
| Grand Slam                              |
| Tennis Masters Cup                      |
| ATP Masters Series                      |
| ATP International Series Gold           |
| ATP International Series Grand Prix (7) |
| ATP Challenger Series (2)               |

| ATP-Titel nach Belag |
| Hartplatz (0)        |
| Sand (7)             |
| Rasen (0)            |
| Teppich (0)          |

### Einzel

#### Turniersiege

##### ATP Tour
| Nr. | Datum          | Turnier | Belag | Finalgegner   | Ergebnis      |
| --- | -------------- | ------- | ----- | ------------- | ------------- |
| 1.  | 21. April 1985 | Bari    | Sand  | Lawson Duncan | 6:2, 1:6, 7:6 |

##### Challenger Tour
| Nr. | Datum              | Turnier          | Belag | Finalgegner        | Ergebnis        |
| --- | ------------------ | ---------------- | ----- | ------------------ | --------------- |
| 1.  | 6. Juli 1986       | Clermont-Ferrand | Sand  | Víctor Pecci       | 6:3, 2:1 aufgg. |
| 2.  | 18. September 1988 | Messina          | Sand  | Alejandro Aramburu | 5:7, 6:2, 6:1   |

#### Finalteilnahmen
| Nr. | Datum              | Turnier | Belag | Finalgegner           | Ergebnis      |
| --- | ------------------ | ------- | ----- | --------------------- | ------------- |
| 1.  | 12. September 1982 | Kairo   | Sand  | Brad Drewett          | 3:6, 3:6      |
| 2.  | 16. Juni 1985      | Bologna | Sand  | Thierry Tulasne       | 2:6, 0:6      |
| 3.  | 22. Mai 1988       | Florenz | Sand  | Massimiliano Narducci | 6:3, 1:6, 1:6 |

### Doppel

#### Turniersiege
| Nr. | Datum              | Turnier  | Belag | Partner            | Finalgegner                          | Ergebnis      |
| --- | ------------------ | -------- | ----- | ------------------ | ------------------------------------ | ------------- |
| 1.  | 14. April 1985     | Nizza    | Sand  | Pavel Složil       | Loïc Courteau Guy Forget             | 3:6, 6:3, 8:6 |
| 2.  | 21. April 1985     | Bari (1) | Sand  | Alejandro Ganzábal | Marcel Freeman Laurie Warder         | 6:4, 6:2      |
| 3.  | 4. Oktober 1987    | Palermo  | Sand  | Leonardo Lavalle   | Petr Korda Tomáš Šmíd                | 3:6, 6:4, 6:4 |
| 4.  | 31. Juli 1988      | Bordeaux | Sand  | Joakim Nyström     | Christian Miniussi Diego Nargiso     | 6:1, 6:4      |
| 5.  | 25. September 1988 | Bari (2) | Sand  | Thomas Muster      | Francesco Cancellotti Simone Colombo | 6:3, 6:1      |
| 6.  | 16. April 1989     | Athen    | Sand  | Tomáš Šmíd         | Gustavo Giussani Gerardo Mirad       | 6:3, 6:2      |

#### Finalteilnahmen
| Nr. | Datum              | Turnier   | Belag | Partner           | Finalgegner                         | Ergebnis      |
| --- | ------------------ | --------- | ----- | ----------------- | ----------------------------------- | ------------- |
| 1.  | 11. August 1985    | Kitzbühel | Sand  | Paolo Canè        | Sergio Casal Emilio Sánchez Vicario | 3:6, 6:3, 2:6 |
| 2.  | 15. Juni 1986      | Bologna   | Sand  | Blaine Willenborg | Paolo Canè Simone Colombo           | 1:6, 2:6      |
| 3.  | 22. Juni 1986      | Athen     | Sand  | Carlos di Laura   | Libor Pimek Blaine Willenborg       | 7:5, 4:6, 2:6 |
| 4.  | 28. September 1986 | Barcelona | Sand  | Carlos di Laura   | Jan Gunnarsson Joakim Nyström       | 3:6, 4:6      |
| 5.  | 14. Juni 1987      | Bologna   | Sand  | Blaine Willenborg | Sergio Casal Emilio Sánchez Vicario | 3:6, 2:6      |
| 6.  | 7. August 1988     | Kitzbühel | Sand  | Joakim Nyström    | Sergio Casal Emilio Sánchez Vicario | 4:6, 6:7      |